# 场 (地理)

一个“平均年降水量”的地理场，以等降雨量线图形式呈现。

在空间分析、地理信息系统和地理信息科学中，地理场（英語：geographic field），简称场，是一种充满空间、因地而异的属性，例如温度或密度。该术语借自物理学和数学，缘由是地理场与电磁场或引力場等物理场（向量或纯量）有很多相似之处。地理场在不同学科分支有空间依赖变量（spatially dependent variable，地统计学）、统计表面（statistical surface，专题制图）和强度量（intensive property，物理学和化學）等别名，这些学科之间的交叉也很常见。地理场最简单的形式模型是以函数形式给出空间内各点的取值（即t = f (x, y, z)）。

## 历史
地理应用领域中，场的建模和分析是在五个大致独立的运动中发展起来的，这些运动均发生在1950年代和1960年代：
- 专题地图中可视化领域的制图技术，包括面量圖、等值线地图。在理论制图学中，“统计表面”（statistical surface）的概念到1960年已得到广泛接受，它使用第三个维度来表示变量中连续而定量的变化。[3]统计表面这一概念和术语，一直沿用于制图学。[4]
- 始于1950年代的地理学计量革命，引领了现代空间分析学科，尤其是引力模型和势能模型等技术。尽管没有专门使用“场”一词，但他们将物理场的的数学形式引入了地理学。[5]
- 栅格GIS模型和软件的开发，始于1960 年代的加拿大地理信息系统（英语：Canada Geographic Information System），该系统绘制了土地覆盖类型等字段。[6]
- 英·瑪哈在1960年代首创的制图建模技术[7]，后来由Dana Tomlin以数学形式表达，开发成为栅格GIS中的地图代数。[8]
- 地统计学起源于1950年代的采矿地质学，最初是从在有限样本点中插值构建连续变化的场的方法，逐步发展起来的。 [9]相关文献更常使用区域化变量（regionalized variable）等术语，而不是“场”。[10]

尽管理念类似，但它们均没有使用“场”（field）一词，并且这些应用的基础概念模型直到1990年才随着地理信息科学兴起而得到整理。
1980年代，GIS核心技术日趋成熟，学者开始对GIS软件的基础——地理空间的基本概念进行理论化。 Donna Peuquet、Helen Couclelis等人开始认识到，矢量和栅格数据这两类模型之间的竞争，对应着两种不同的看待世界的方式：世界是充满了对象（objects），还是“基于位置”或“基于图像”且充满了局地属性（properties）。Michael F. Goodchild于1992年从物理学引入了“场”一词，以反映位置-属性的概念模型的形式。 在1990年代，栅格和矢量之间的辩论转变成了关于“对象观点”或“场观点”谁占主导地位，是否有哪个反映了现实世界的本质，而另一个只是概念抽象的辩论。 

## 场的性质和类型
场在地理思维和分析中很有用，因为当属性随空间变化时，由于其基础的空间结构和过程，它们倾向于在空间模式中这样做。根据沃尔多·托布勒的地理学第一定律，一个常见的模式是：“一切事物都与其他事物相关，但近处的事物比远处的事物更相关。”也就是说，场（尤其是自然场）往往会渐变，邻近的位置具有更接近的值。这一概念已被表述为空间依赖或空间自相关等形式，它是地统计学方法的基础。与之相关的还有一个如今较不知名的概念，但它至少自从亚历山大·冯·洪堡以来就是地理理论的基础：空间关联（spatial association），它描述了现象如何“物以类聚”。这个概念常用在地图代数的方法中。
尽管“场”的基本概念来自物理学，但地理学家已经发展出其独立的理论、数据模型和分析方法。发生这种分化的一个原因是，尽管地理场可能形式上类似于引力和电磁力的模式，但它们的基本性质可能差异悬殊，并且是由全然不同的过程形成的。地理场可以按其本体论或基本性质分类为：
- 自然场（natural field）：在低于人类感知的尺度上形成的物质属性，因此在人类尺度上呈现出连续性，例如温度或土壤湿度。
- 聚合场（aggregate field）：由个体聚合而成的的统计构造的属性，例如人口密度或树冠覆盖率。
- 势场（field of potential）或影响场（field of influence）：用于衡量概念性的、非物质的量（因此与物理学领域最密切相关），例如任何给定位置，某个人希望使用某间杂货店的概率。

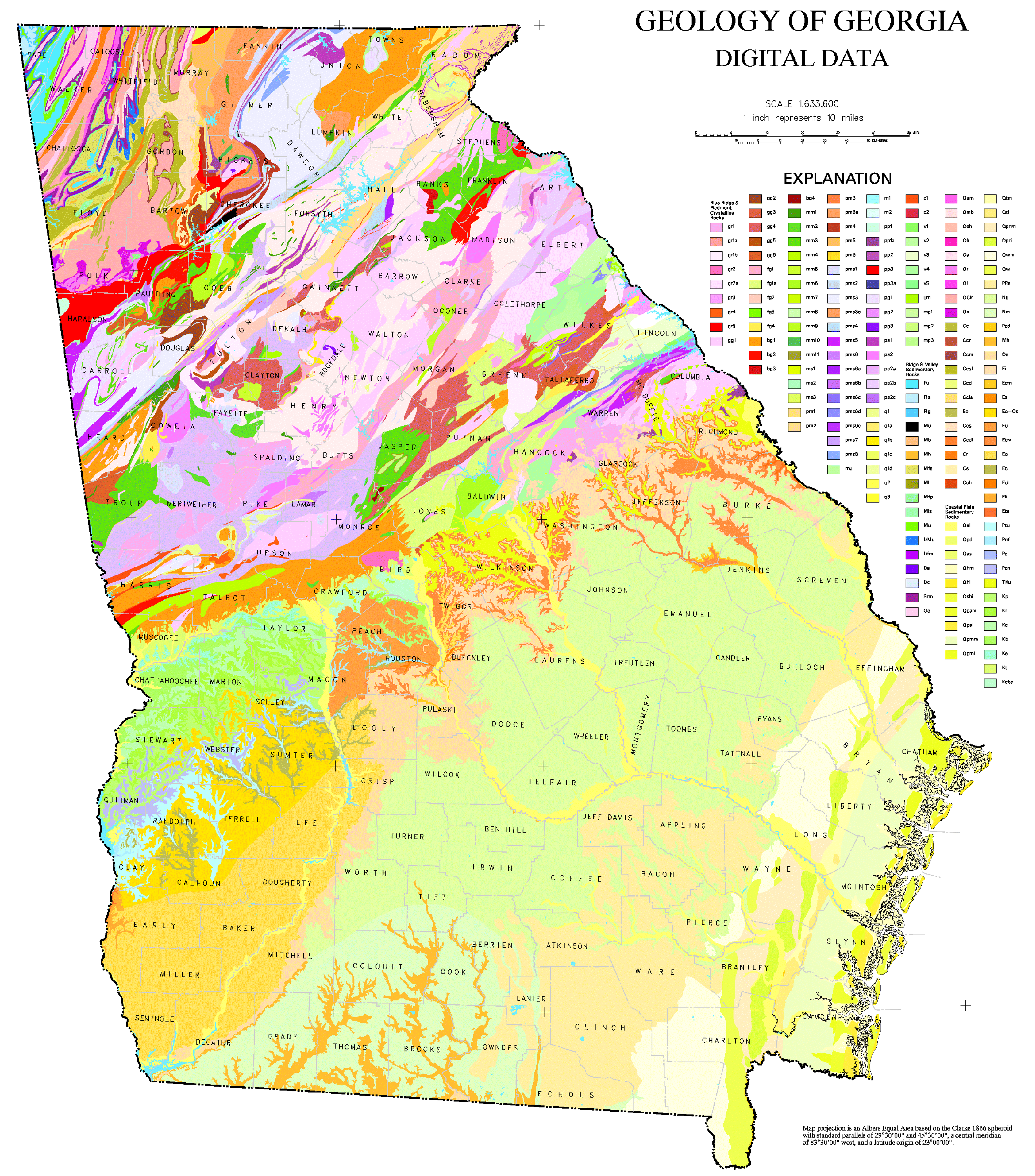
佐治亚州的地表地质构造是一个离散场，以分区着色图形式呈现。

地理场也可以根据测量变量的值域类型进行分类，而值域类型决定了空间变化的模式。连续场具有连续（实数）的取值，通常呈现出随空间的渐变，例如温度或土壤湿度；离散域也称为覆盖类型或区域类型地图，具有离散（通常是定性）的取值，例如土地覆盖类型、土壤类别或地表地质构造，其格局通常包含了各个同质值区域，区域间具有值变化的边界（或过渡区域）。
在地理应用中，既有纯量场（对于任何位置具有单个值），也有向量場（对于任何位置，有表示不同但相关属性的多个值），但前者更常见。
地理场可以存在于时间领域和空间领域上。例如，温度随时间和空间位置而变化。事实上，時間地理學和类似的时空模型中，许多方法将个体的位置视为随时间变化的函数或场。

## 呈现形式
由于理论上，一个场由无数个点上的无数个值组成，表现出非参数模式，因此分析和可视化工具，如 GIS、统计和地图等，都只能基于有限样本进行呈现。因此出现了多种概念、数学和数据模型来对场进行近似表示，包括：

地球表面的栅格数字高程模型，较浅的颜色表示更高的高程

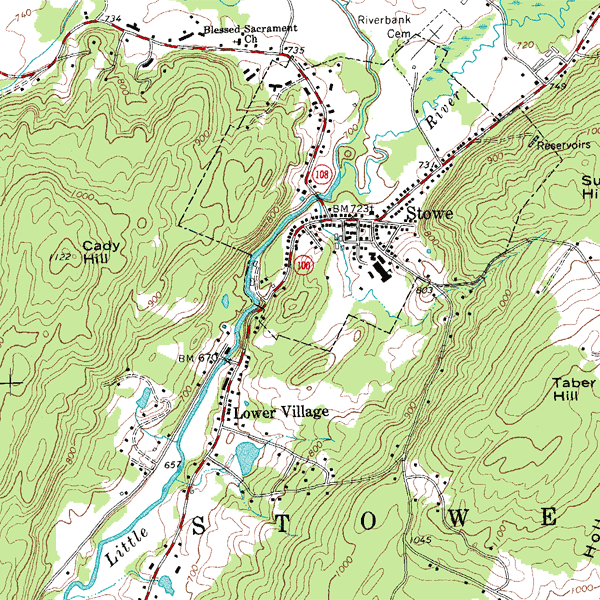
佛蒙特州的地形图。棕色等高线代表高程。等高线间隔为20英尺。

- 不规则点样本，一组有限的样本位置，可以选取随机或重要位置取样。例子有来自气象站或光学雷达点云的数据。
- 晶格（lattice）或规则点样本，由在纵横方向上均匀分布的样本点组成。通常以栅格数据结构的形式存储。例子包括数字高程模型。
- 面量圖，基于不规则的既有分区，其中空间被划分为与场本身无关的区域（例如国家），并且在每个分区上汇总场的值。它们通常以向量多边形的形式存储。例子包括来自人口普查数据的县域人口密度。
- 分区着色图（英语：chorochromatic map）或地区分类地图（area-class map），一种不规则分区，通常用于离散场，其中空间被划分为各个相对同质的区域，通常以向量多边形形式储存。例子有地质层或植被分布图。
- 网格（grid）或常规分区，其中空间被划分为相等的区域（通常为正方形），并且在每个区域上汇总场的值。通常以栅格数据结构形式存储。例子包括遥感图像中表示的土地覆盖的电磁反射特征。
- 表面，场作为第三个空间维度（高度），并使用三维数据模型进行表示。例子包括不规则三角形网络（TIN）、趋势面等。
- 等值线图，画线连接场数值相等的点，将空间划分为具有相似值的区域。一个例子是等高線，常见于地形图。

选取何种模型进行呈现通常取决于多种因素，包括分析师对现象的概念模型、可用于测量场的设备或方法、可用于分析或可视化场的工具和技术，以及需要和场数据进行融合的用于分析其他现象的模型。数据经常需要从一个模型转换成另一个模型。例如，等温线天气图通常是从栅格网生成的，而栅格网是根据气象站的原始数据（不规则点样本）创建的。每次这样的转换都需要插值来估计样本位置之间或样本位置内的字段值，这可能导致各种不确定性或错误释读，例如生态谬误和可塑性面积单元问题。这也意味着，当数据从一个模型转换到另一个模型时，结果的确定性总是不如源数据。